# Maļinova
Maļinova, även Maļinovka, är en ort i Lettland.   Den ligger i kommunen Daugavpils novads, i den sydöstra delen av landet, 190 km sydost om huvudstaden Riga. Maļinova ligger 125 meter över havet och antalet invånare är 479.
Terrängen runt Maļinova är platt, och sluttar västerut. Runt Maļinova är det ganska glesbefolkat, med 48 invånare per kvadratkilometer. Närmaste större samhälle är Daugavpils, 15,3 km sydväst om Maļinova. Omgivningarna runt Maļinova är en mosaik av jordbruksmark och naturlig växtlighet.